# Маниани, Октовианус
Октовианус Маниани (индон. Oktovianus Maniani; род. 27 октября 1990 года) — индонезийский футболист, полузащитник ФК «Арема Кронус» и сборной Индонезии.

## Карьера
Октовианус родился в Джаяпуре. Мать Октовиануса — этническая папуаска, отец — рыболов. В детстве Окто помогал отцу рыбачить на пляже Хамиди.
В Суперлиге Индонезии дебютировал в сезоне 2008/09 года в составе клуба PSMS из Медана. Окто сразу стал игроком основного состава, выйдя на поле в 26 из 34 игр. Клуб закончил место на 13 месте.
Далее он играл в командах «Персидафон Дафонсоро» и «Перситара» из Джакарты.
Сезон 2010/11 года провёл в составе клуба «Сриуиджая». Команда закончила сезон на пятом месте.
Далее по одному сезону Октовианус провёл за «Персирам», «Перситер» и «Барито Путера».
В сезоне 2014/15 Маниани выступал за «Персеру» и «Пусаманию».
После воссоздания в 2016 году национального чемпионата играл в «Персиба Баликпапан». А в октябре 2016 года перешёл в «Арема Кронус».

## Карьера в сборной
Привлекался в юниорские сборные до 15 и 17 лет.
С 2010 года привлекается в национальную сборную. Дебют произошёл 8 октября 2010 года, когда Окто вышел на замену в товарищеской игре против уругвайцев. В матче чемпионата АСЕАН 2010 года забил первый мяч: 4 декабря 2010 года поразил ворота лаосцев.
В 2011-13 годах провёл 14 игр за молодёжную (U23) сборную. В её составе участвовал в отборочном турнире к Олимпиаде-2012 и Играх Юго-Восточной Азии 2011 года.

## Достижения
- Обладатель Межостровного Кубка Индонезии: 2010
- Обладатель Кубка Сообщества Щита Индонезии: 2010

- Вице-чемпион АСЕАН: 2010
- Вице-чемпион Игр Юго-Восточной Азии: 2011

- Лучшая восходящая звезда Кубка Индонезии 2008/09 года
- Лучший новичок чемпионата Индонезии — 2009
- Лучший игрок Игр Юго-Восточной Азии — 2009
- Самый полезный игрок Игр Юго-Восточной Азии 2011 года

## Семья
Женат на Мериам Магдалене Уорумбой и имеет двух детей: Беньямин Элиа Маниани и Карин Кристин Маниани.